# Piet Punt
Pieter Punt (Fijnaart, 6 februari 1909 – Dordrecht,  5 juli 1973) was een Nederlands voetballer die als verdediger uitkwam voor NAC en D.F.C..
Punt speelde zijn enige interland in het Nederlands voetbalelftal op 28 november 1937 in de met 4–0 gewonnen WK-kwalificatiewedstrijd tegen Luxemburg. Ook maakte hij deel uit van de selectie voor het wereldkampioenschap voetbal in 1938 als in Nederland blijvende reserve. Hij begon bij NAC en maakte in 1930 de overstap naar D.F.C. In 1935 was hij gastspeler voor zijn oude club NAC in een oefenwedstrijd tegen Reading FC. Punt was werkzaam voor British Leyland. Hij speelde tot in 1946 voor D.F.C. Zijn zoon Piet Punt jr. speelde ook voor D.F.C. (van 1951 tot 1966, op een half jaar Birmingham City FC na).